# Amata miozona
Amata miozona är en fjärilsart som beskrevs av George Francis Hampson 1910. Amata miozona ingår i släktet Amata och familjen björnspinnare. Inga underarter finns listade i Catalogue of Life.

## Bildgalleri

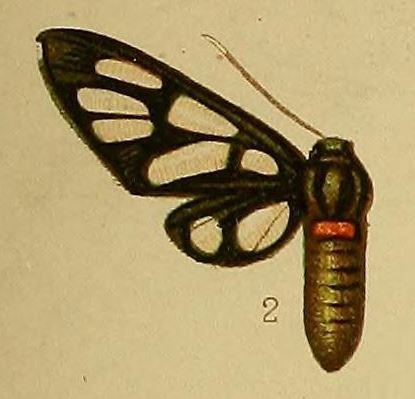